# Red Bull
Red Bull, eg. Red Bull GmbH, är en österrikisk tillverkare av energidrycken med samma namn. Huvudkontoret ligger i Fuschl am See utanför Salzburg.

## Historia
Chaleo Yoovidhya växte upp i en fattig familj i Thailand. Han startade ett litet företag och utvecklade på 1970-talet receptet till vad som senare skulle bli Red Bull.
Drycken hette Krathing Daeng, som betyder röd tjur, och blev snabbt populär bland yrkeschaufförer och andra arbetare i Thailand.
När han, tillsammans med den österrikiske entreprenören Dietrich Mateschitz, introducerade drycken i västvärlden blev han miljardär och tidningen Forbes rankade hans familj som världens 205:e rikaste. År 1982 fick Dietrich Mateschitz kännedom om produkter kallade "tonic drinks", som var mycket populära i Fjärran Östern. Hans idé att marknadsföra dessa funktionella drycker utanför Asien utvecklades medan han satt vid en bar på Mandarin Hotel i Hongkong. År 1984 grundade han företaget Red Bull. Red Bull Energy Drink började säljas på den österrikiska marknaden 1987. Under 2008 lanserade Red Bull sin egen cola: Red Bull Simply Cola. Red Bull säljs nu (2019) i sammanlagt 171 länder. Chaleo Yoovidhya avled den 18 mars 2012 och var då mellan 88 och 90 år.

## Marknadsföring

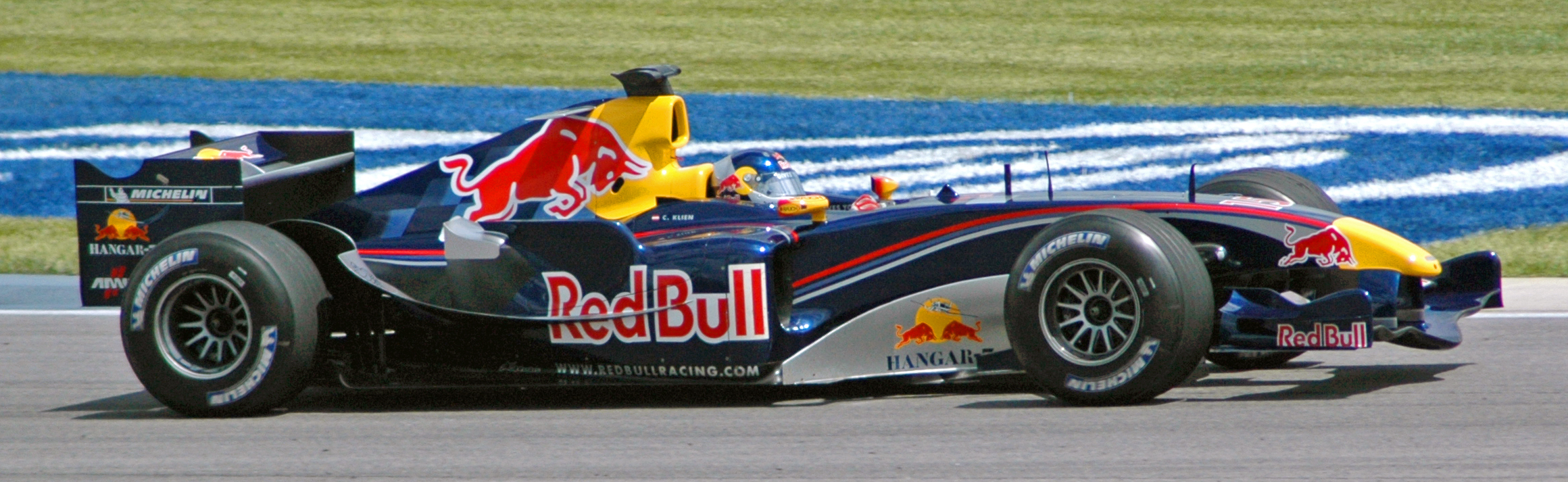
Formel 1-stallet har varit en viktig del i företagets marknadsföring.

Red Bull marknadsför sig inom olika sport-, musik- och kultursammanhang. Förutom TV-reklam har Red Bull gått in i motorsport, fotboll och ishockey där företaget äger både fotbollslag, (FC Red Bull Salzburg, FC Liefering, RB Leipzig, Red Bull Bragantino och New York Red Bulls) och ishockeylag (EHC Red Bull München och EC Red Bull Salzburg). Inom Formel 1 är företaget aktivt med sina två stall, Red Bull Racing sedan 2005 och Racing Bulls (tidigare Scuderia Toro Rosso 2006-2019 och Scuderia Alpha Tauri 2020-2023).
Red Bull använder i Sverige sin slogan "Red Bull ger dig vingar".

## Juridisk status
Red Bull har varit förbjudet i Frankrike, Danmark och Norge under åtskilliga år, men förbudet har upphävts och energidrycken har åter tillåtits i dessa länder. 
Det franska förbudet började 1996 på grund av oro för taurin, en substans som var förbjuden i flera andra länder. Detta innebar att drycken inte kunde säljas som den var i Frankrike. I stället togs ett annat recept fram som inte innehöll den ingrediensen. Förbudet ifrågasattes av Europeiska kommissionen och upphävdes av Europeiska unionens domstol 2004, innan franska livsmedelsverket  släppte på förbudet 2008 efter att inte ha kunnat slutligt bevisa förekomsten av någon hälsorisk, taurinrelaterad eller inte.